# オールボー
オールボー（Aalborg、Ålborg デンマーク語発音: [ˈʌlb̥ɒːˀ] ( 音声ファイル)）は、デンマーク第4の都市である。人口は約12万人。

## 概要
ユトランド半島北部に位置する。地図上は内陸都市の様に見えるが、リムフィヨルドの様に(Limfjord)に面し、当海峡における港湾都市の役割を果たす。リムフィヨルド対岸のヴェンシュセルチュー島とは橋や海底トンネルで結ばれる。工業都市として発展する他、鰊やカキ等の海産物やスナップスと呼ばれる酒でも有名。近隣都市として、約100キロ南にオーフス、60キロ北東にフレゼリクスハウンが位置する。オールボー空港はヴェンシュセルチュー島側にあり、空路でデンマークのコペンハーゲンやノルウェーへ移動できる。

## 歴史

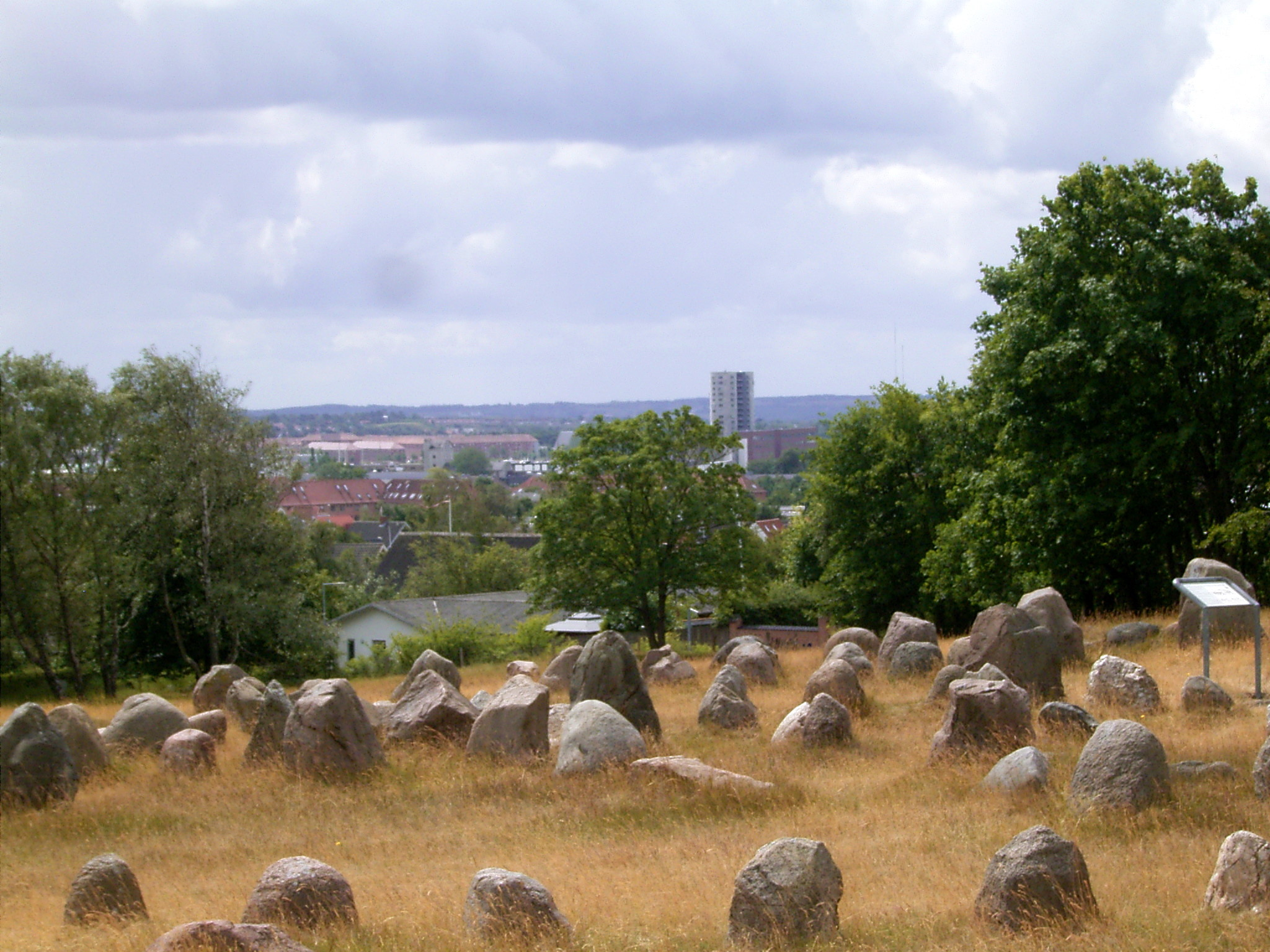
Lindholm Højeの遺跡。鉄器時代 (6世紀) とバイキング (9-11世紀) の住居址はリムフィヨルドの最も狭い箇所の丘に築かれた。

ユラン半島を横断するリムフィヨルドに面しているため、かつてはヴァイキングの拠点の一つとなっていた。1342年に都市特権を得た。16世紀には、クリスチャン3世（在位1534年 - 1559年）によってオールボー城が建てられた。彼の治世の末期に、スウェーデンとの戦争で多大な被害を受けたが、その後復興を果たした。
1940年のナチス・ドイツによるデンマークへの侵攻（ヴェーザー演習作戦）で、オールボー飛行場は、ドイツ空軍の降下猟兵により電撃的に占領された。オールボーは落下傘部隊によって占領された世界初の都市であると言われている。飛行場の占領により、ドイツ空軍がノルウェーに達することが可能となった。

## スポーツ
サッカークラブ、オールボーBKの本拠地である。

## 姉妹都市
- アルメレ、オランダ

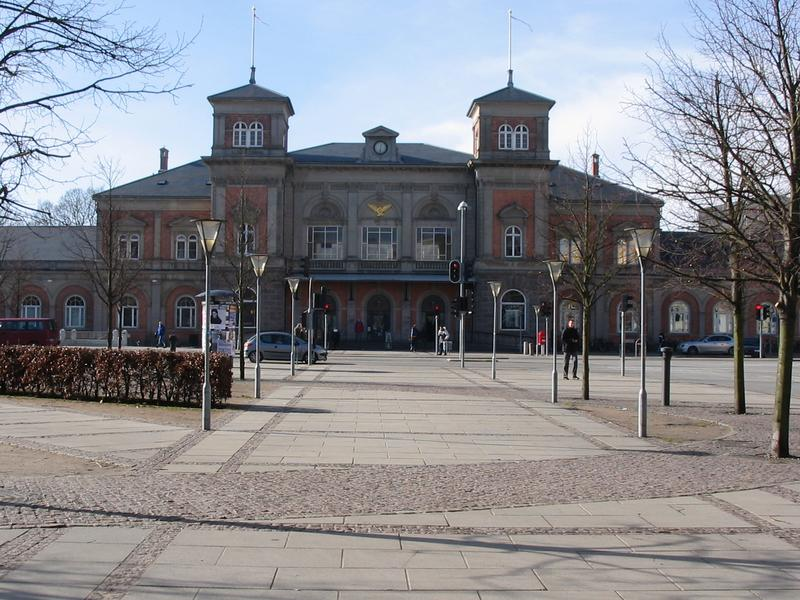
オールボー駅

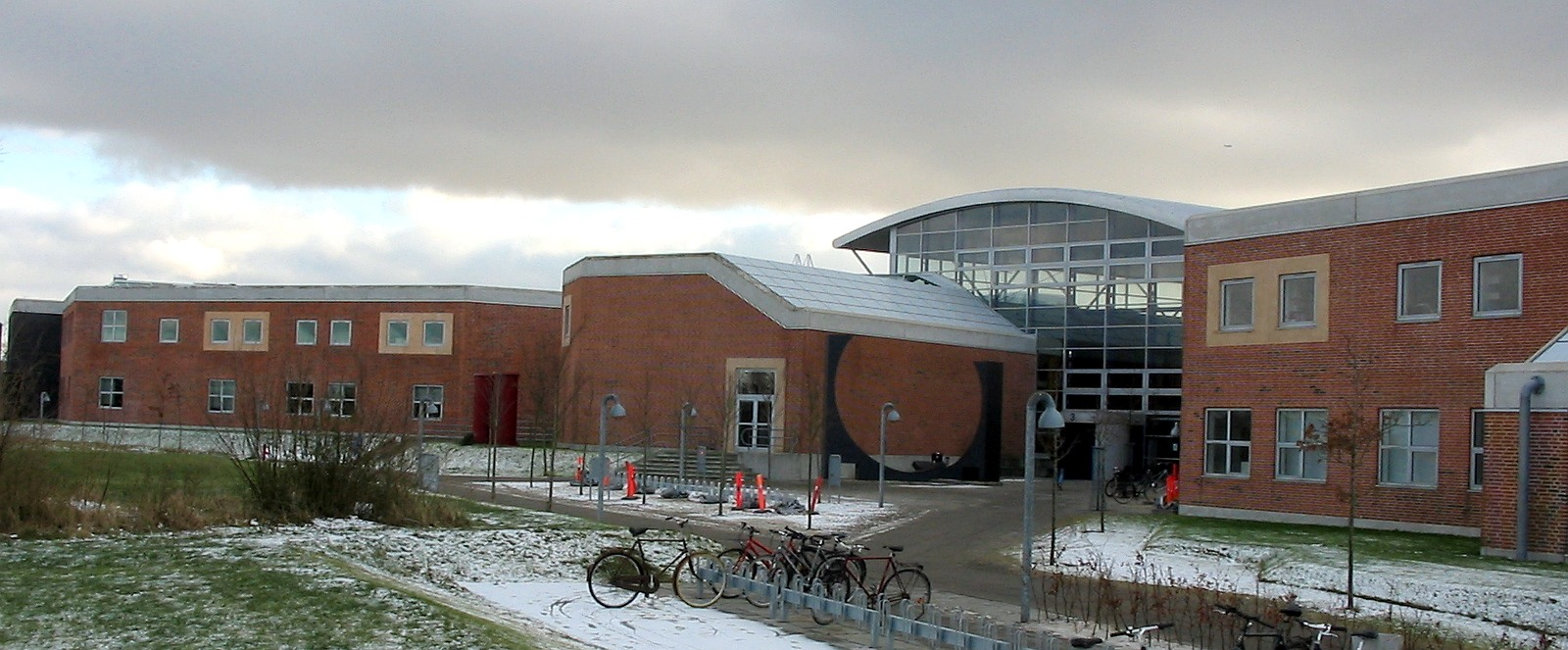
オールボー大学

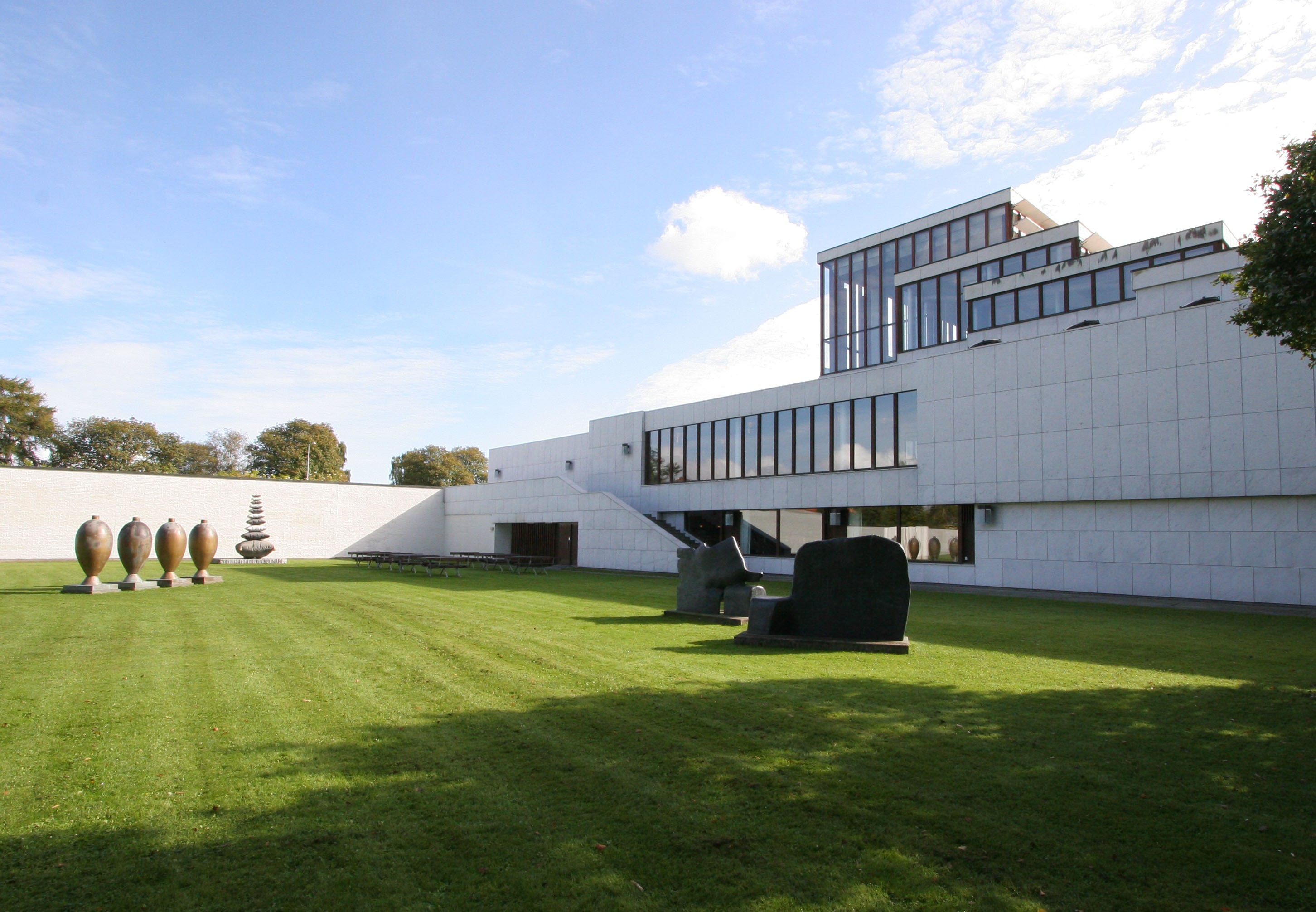
近代美術館の彫刻庭園

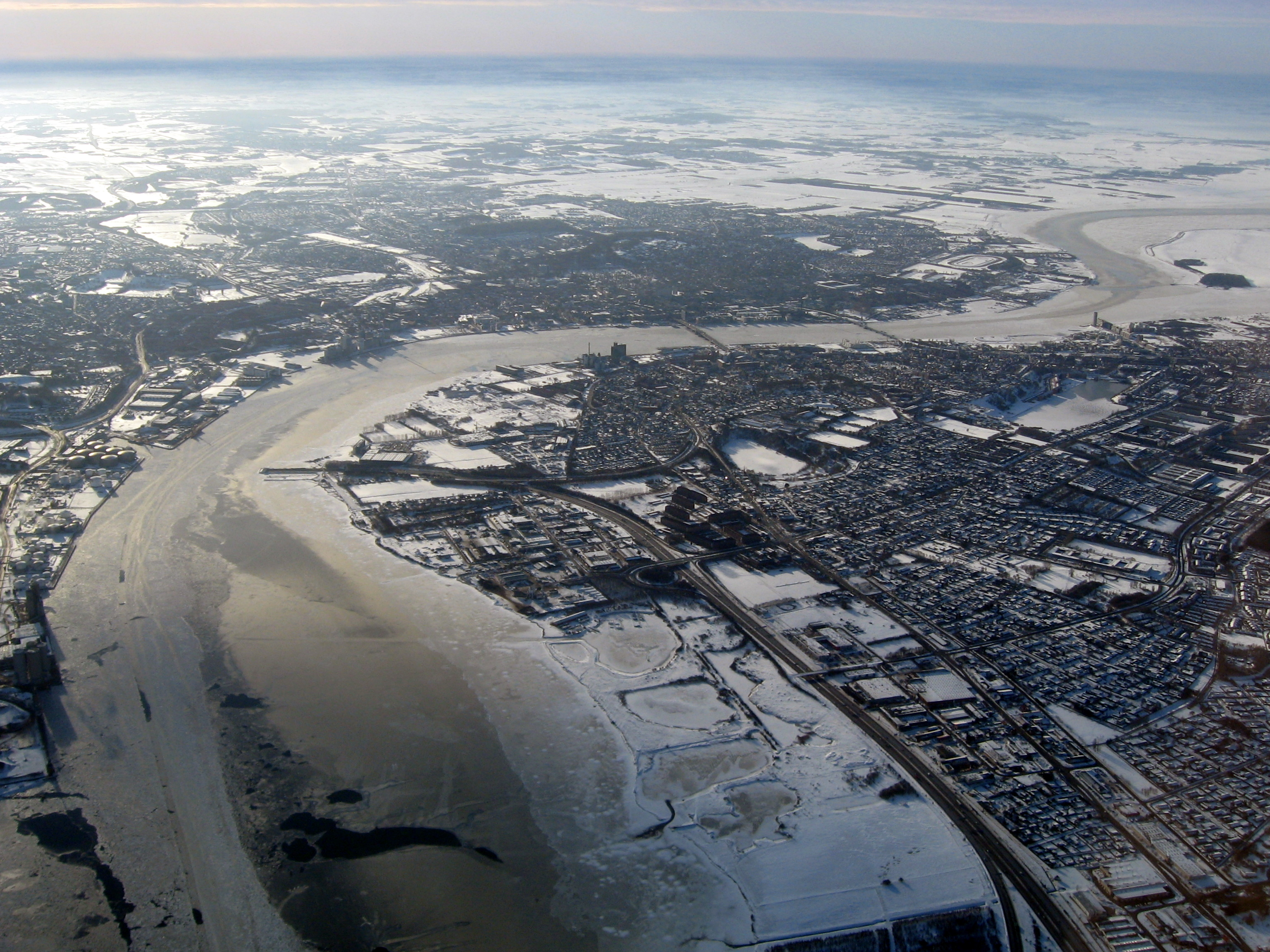
冬のオールボー

- アンティーブ、フランス
- エディンバラ、スコットランド
- フレドリクスタ、ノルウェー
- フラフョーゼ（英語版）、フェロー諸島
- ゴールウェイ、アイルランド
- グディニャ、ポーランド
- ハイファ、イスラエル
- 合肥、中華人民共和国
- フーサヴィーク、アイスランド
- インスブルック、オーストリア
- カルルスクーガ（英語版）、スウェーデン
- ランカスター、イングランド
- ヌーク、グリーンランド
- プーシキン、ロシア
- ラシーン、アメリカ合衆国
- ラッパーズヴィル（英語版）、スイス
- レンツブルク、ドイツ
- リガ、ラトヴィア
- リーヒマキ、フィンランド
- イトコルトルミット、グリーンランド
- ソルヴァング、アメリカ合衆国
- トゥルチャ、ルーマニア
- ヴァルナ、ブルガリア
- ビリニュス、リトアニア
- ヴィスマール、ドイツ

### 気候
ケッペンの気候区分では西岸海洋性気候であり、気温の年較差が小さく年間を通して冷涼な気候である。海洋性気候であり湿度が高く、雨の降る日が多い。特に冬は雨や雪が多くなる。
| オールボー (1971–2000)の気候                               | オールボー (1971–2000)の気候 | オールボー (1971–2000)の気候 | オールボー (1971–2000)の気候 | オールボー (1971–2000)の気候 | オールボー (1971–2000)の気候 | オールボー (1971–2000)の気候 | オールボー (1971–2000)の気候 | オールボー (1971–2000)の気候 | オールボー (1971–2000)の気候 | オールボー (1971–2000)の気候 | オールボー (1971–2000)の気候 | オールボー (1971–2000)の気候 | オールボー (1971–2000)の気候 |
| 月                                                         | 1月                          | 2月                          | 3月                          | 4月                          | 5月                          | 6月                          | 7月                          | 8月                          | 9月                          | 10月                         | 11月                         | 12月                         | 年                           |
| ---------------------------------------------------------- | ---------------------------- | ---------------------------- | ---------------------------- | ---------------------------- | ---------------------------- | ---------------------------- | ---------------------------- | ---------------------------- | ---------------------------- | ---------------------------- | ---------------------------- | ---------------------------- | ---------------------------- |
| 最高気温記録 °C （°F）                                     | 10.5 (50.9)                  | 11.5 (52.7)                  | 18.8 (65.8)                  | 25.5 (77.9)                  | 27.5 (81.5)                  | 30.9 (87.6)                  | 32.1 (89.8)                  | 34.4 (93.9)                  | 25.8 (78.4)                  | 22.3 (72.1)                  | 15.2 (59.4)                  | 11.2 (52.2)                  | 34.4 (93.9)                  |
| 平均最高気温 °C （°F）                                     | 2.4 (36.3)                   | 2.6 (36.7)                   | 5.3 (41.5)                   | 10.0 (50)                    | 15.5 (59.9)                  | 18.6 (65.5)                  | 20.7 (69.3)                  | 20.4 (68.7)                  | 16.0 (60.8)                  | 11.5 (52.7)                  | 6.7 (44.1)                   | 3.7 (38.7)                   | 11.1 (52)                    |
| 日平均気温 °C （°F）                                       | 0.2 (32.4)                   | 0.3 (32.5)                   | 2.3 (36.1)                   | 5.9 (42.6)                   | 10.9 (51.6)                  | 14.0 (57.2)                  | 16.0 (60.8)                  | 15.7 (60.3)                  | 12.2 (54)                    | 8.5 (47.3)                   | 4.2 (39.6)                   | 1.6 (34.9)                   | 7.6 (45.7)                   |
| 平均最低気温 °C （°F）                                     | −2.4 (27.7)                  | −2.3 (27.9)                  | −0.7 (30.7)                  | 1.9 (35.4)                   | 6.3 (43.3)                   | 9.8 (49.6)                   | 11.9 (53.4)                  | 11.4 (52.5)                  | 8.5 (47.3)                   | 5.1 (41.2)                   | 1.5 (34.7)                   | −1 (30)                      | 4.2 (39.6)                   |
| 最低気温記録 °C （°F）                                     | −25.2 (−13.4)                | −19.4 (−2.9)                 | −25.6 (−14.1)                | −8.1 (17.4)                  | −2.1 (28.2)                  | 2.0 (35.6)                   | 4.2 (39.6)                   | 3.7 (38.7)                   | −2.3 (27.9)                  | −5.8 (21.6)                  | −16.4 (2.5)                  | −23.0 (−9.4)                 | −25.6 (−14.1)                |
| 降水量 mm （inch）                                         | 45.8 (1.803)                 | 29.6 (1.165)                 | 37.8 (1.488)                 | 30.8 (1.213)                 | 42.3 (1.665)                 | 55.5 (2.185)                 | 51.4 (2.024)                 | 58.1 (2.287)                 | 71.3 (2.807)                 | 66.4 (2.614)                 | 56.3 (2.217)                 | 52.8 (2.079)                 | 600.1 (23.626)               |
| 平均降水日数 （≥0.1 mm）                                   | 16.5                         | 12.8                         | 14.9                         | 11.5                         | 11.1                         | 12.0                         | 11.5                         | 12.6                         | 15.3                         | 16.2                         | 17.7                         | 17.3                         | 169.3                        |
| 平均降雪日数                                               | 7.0                          | 5.2                          | 4.3                          | 1.3                          | 0.0                          | 0.0                          | 0.0                          | 0.0                          | 0.0                          | 0.1                          | 2.0                          | 4.8                          | 24.6                         |
| % 湿度                                                     | 89                           | 87                           | 84                           | 76                           | 73                           | 75                           | 74                           | 76                           | 80                           | 84                           | 87                           | 89                           | 81                           |
| 出典：Danish Meteorological Institute (humidity 1961–1990) |                              |                              |                              |                              |                              |                              |                              |                              |                              |                              |                              |                              |                              |